# Jean Villard
Gilles
Pour les articles homonymes, voir Villard.
Ne doit pas être confondu avec Jean Vilar ou Jean Villard (homme politique).
Jean Villard dit Gilles est un poète, chansonnier, comédien, écrivain et compositeur suisse, né le 2 juin 1895 à Vernex et mort le 26 mars 1982 à Saint-Saphorin.
Il a fait la plus grande partie de sa carrière en France, où il a été d’abord célèbre pour son duo « Gilles et Julien » de 1932 à 1938, avant de rayonner depuis ses cabarets le Coup de soleil à Lausanne (1940-1948) puis Chez Gilles à Paris (1949-1958).
Ses chansons les plus célèbres sont Dollar (1932), Les Trois Cloches (interprétée dès 1946 par Édith Piaf et les Compagnons de la chanson), et une dizaine de chansons interprétées par les Frères Jacques, proches de son esthétique théâtrale.

## Biographie

### Famille et enfance
Jean Villard est né le 2 juin 1895 à Vernex, village vaudois qui fera ensuite partie de la commune de Montreux. Cette station touristique connaissait un spectaculaire essor de construction hôtelière — « plus de cent en quelques années » ; or justement son père est un architecte coté, sa mère modiste ; Jean se souvient de la vision paradoxale de femmes en grande toilette fréquentant ces hôtels tandis que des vaches paissaient encore à proximité. Il est le septième enfant de ce couple ; la vie familiale est riche (par exemple on chante en famille des cantates de Bach). Sa famille paternelle est originaire de Daillens, village vaudois qui domine cette rivière à laquelle il consacrera un poème fameux : La Venoge. Il mène des études classiques (latin-grec), à la fois passionnées et tumultueuses (mélancolies et révoltes qui l'accompagneront sporadiquement sa vie durant), jusqu'à la maturité décrochée à la veille de la Grande Guerre. Lors du déclenchement de celle-ci (il a 19 ans), il devance l'appel, ses meilleurs amis étant mobilisés ; la vie militaire évince les études. En revanche, durant les permissions, il est de plus en plus associé aux soirées de la société estudiantine de Belles-Lettres où son goût de la scène lui fait interpréter avec grand succès des chansons du répertoire montmartrois.

### Débuts au théâtre
Jean Villard est attiré très tôt par le théâtre. En 1918 à Lausanne, dans L'Histoire du Soldat d'Igor Stravinsky et Charles Ferdinand Ramuz, il crée le rôle du Diable (sauf la partie dansée interprétée par Georges Pitoëff). Dès 1919, il suit l'enseignement de Jacques Copeau, d'abord à Paris au théâtre du Vieux-Colombier, puis en Bourgogne de 1924 à 1929 dans la troupe des « Copiaus » (nom adopté du sobriquet donné aux jeunes comédiens par les vignerons bourguignons). Cet enseignement était surtout hostile à tout cabotinage ; il s’inspirait notamment des recherches d’Adolphe Appia, d’Émile Jaques-Dalcroze, d’Edward Gordon Craig, qui revalorisent le langage du corps, puisant en particulier dans la Commedia dell'arte. Le rôle-titre des Sottises de Gilles de Thomas Gueullette, représentées à Savigny-lès-Beaune le 17 mai 1925, lui fournit son nom de scène. Pour mettre en valeur ce langage du corps, on préconise une scène dépouillée de tout décor sophistiqué et anecdotique mais recourant aux effets de lumière. Ce vocabulaire théâtral intensément travaillé préparera Jean Villard aux innovations dans le domaine chansonnier.
Durant les temps d’indisponibilité du maître, avec Michel Saint-Denis (neveu de Copeau), Jean Villard conçoit et met en scène pour les Copiaus deux mimodrames, Danse de la Ville et des Champs puis Les Jeunes Gens et l’Araignée, qui rencontrent le succès lors de tournées internationales. De retour à Paris après la dissolution de la troupe par Copeau en 1929, Jean Villard est engagé dans la troupe de La Petite Scène pour une tournée en Europe centrale, avant de rejoindre La Compagnie des Quinze dirigée par Michel Saint-Denis.

### Gilles et Julien
À 37 ans, dès 1932, il développe une carrière d'auteur-compositeur-interprète. Il forme tout d’abord avec l’ancien Copiau Aman Maistre le duo « Gilles et Julien ». Selon leur art de comédiens-mimes travaillé chez Copeau, ils mettent en scène leurs chansons — qui deviennent ainsi des mini-pièces en quelques couplets/actes : Julien les mime devant le piano ou appuyé sur celui-ci, accompagné par Gilles (lui aussi acteur autant que le lui permet son instrument).
Gilles, soucieux de sortir du thème alors rebattu de l’amour et d’aborder des thèmes traitant du monde contemporain, crée aussitôt des chansons qui empoignent avec un humour révolté les problèmes sociaux aigus de son temps : la crise économique (Dollar, 1932), la montée des nationalismes (Les Barrières en 1932, puis la mordante La bourrée du diable en 1938), le réarmement (Le Dernier Bateau, 1933), Vingt ans, et La Reprise des affaires, 1934.
Dans la continuité des spectacles des Copiaus, Gilles harmonise quelques chansons populaires et compose pour son duo plusieurs  chansons de marins. En accord avec ce répertoire, Gilles et Julien quittent dès 1934 le frac traditionnel pour un vêtement populaire (chandail et pantalon pattes d’éléphant) dont le noir souligne le jeu des mains et des visages (un peu comme plus tard le feront les Frères Jacques).
Ouvrant la voie de la chanson « rive-gauche » qui triomphera après guerre, ils introduisent dans leur tour de chant un certain esprit poétique (La Marie Jesus, Le Vent, Jules) et malicieux (Parlez pas d'amour, Tout est foutu, J’te veux, Le Vampire du Faubourg, Faut bien qu'on vive). Ils deviennent rapidement des vedettes du music-hall : Grand Prix du disque en 1933. Leur formule inspire la création du duo « Charles et Johnny ». Leur engagement anarchiste et antimilitariste évoque celui, dans les mêmes années, de Jacques Prévert (Groupe Octobre), dont ils chantent le texte Familiale, mis en musique par Joseph Kosma.
L’audience de Gilles et Julien culminera lors du Front populaire : lors des élections d’avril 1936, la chanson-tract La Belle France sera distribuée à plus d’un million d’exemplaires sur la voie publique, et Gilles et Julien chanteront le 26 juin 1937 La Chanson des Loisirs au Vélodrome d'Hiver devant jusqu'à vingt mille personnes. Ils se séparent fin 1937, tentant chacun de poursuivre seul son chemin de chanteur. Julien quittera assez vite la scène, Gilles y restera jusqu’à sa mobilisation en Suisse en été 1939 (non sans avoir collaboré auparavant avec le cinéaste Henri-Georges Clouzot pour des dialogues comme pour cinq chansons dont, burlesque, La Vierge Éponine).

### À Radio-Lausanne
Sous l’uniforme, Gilles retrouve le courage de chanter grâce au défi que lui proposent les directeurs de Radio-Lausanne : créer en direct chaque samedi soir une chanson nouvelle. Lui qui avait jusque-là composé environ deux douzaines de chansons va en composer une quarantaine dans les mois qui suivent, et sa créativité ne s’arrêtera plus puisqu’il laissera à sa mort quelque 300 chansons.

### Édith et Gilles
Se produisant par ailleurs auprès des soldats mobilisés, Gilles y fait la connaissance d’une autre artiste, Édith Burger, pianiste et chanteuse expérimentée et talentueuse. Heureux de retrouver la formule qui correspond à son génie dramatique, Jean Villard forme avec elle le duo « Édith et Gilles » dès l’automne 1940. Tout en poursuivant une collaboration avec Radio-Lausanne, ils fondent dans cette ville le cabaret du Coup de soleil, lieu où les chansons de Gilles font souffler l'esprit francophile et résistant.
L’auteur-compositeur-interprète sait trouver par de nouvelles chansons le cœur des Romands. D’ailleurs, le changement de partenaire induit une évolution de l’esprit de ses chansons, de son jeu d’interprète, vers plus de gouaille et de bonhomie qui déguisent la satire. Il se fait en outre diseur d’histoires pour faire rire en ces temps sombres. Cette voix dans la nuit nazie émeut aux larmes les hôtes français de passage qui repartent confortés dans leur esprit de résistance.
Par ailleurs, en 1945, Gilles a le bonheur de voir venir au Coup de Soleil son ancien maître Jacques Copeau et ensuite de recevoir de lui - si difficile à contenter du fait de son horreur de toute trace de démagogie d’acteur - un billet lui disant : « […] combien je suis ému, heureux, reconnaissant […] de l’aimable sobriété de ton art. Ni dans tes gestes et tes attitudes, ni sur ton visage on ne relève la moindre grimace. Tu es bien Gilles ».
Décoré de la Légion d’honneur à la Libération pour son engagement, Gilles revient à Paris avec Édith, d’abord au Théâtre de l’Atelier (le 21 octobre 1946), puis un mois à l’ABC (du 28 mars au 24 avril 1947).

### Le cabaret Chez Gilles
Fin juillet 1948, Édith Burger meurt d’une septicémie foudroyante, et Gilles doit reprendre sa carrière une fois encore. Cependant, dans le répertoire de plusieurs artistes proches de lui, certaines de ses chansons font leur chemin : Les Trois Cloches (Les Compagnons de la chanson et Édith Piaf la chantent de par le monde dès 1946 ; l’œuvre devient un standard aux États-Unis, interprétée par Ray Charles et d'autres), À l’enseigne de la Fille sans cœur (reprise par Juliette Greco, Marc et André, Barbara, Les Quatre Barbus), Le Männerchor de Steffisburg (Les Quatre Barbus), Les Bonnes, Qu’avez-vous à déclarer ?, La Femme du monde (Les Frères Jacques).
Le 20 mai 1949, le Vaudois ouvre à Paris, 5 rue de l’Opéra, le cabaret « Chez Gilles », qu’il hisse rapidement parmi les trois ou quatre premiers de la capitale par la qualité des programmes donnés : dès 1949-50 figurent Les Quatre Barbus, Jacques Douai, la Compagnie Grenier-Hussenot, le Piccolò Teatro di Milano, Jacques Tati, Jean-Roger Caussimon. Puis passeront entre autres Roger Pierre et Jean-Marc Thibault, Maryse Damia (pour son ultime tour de chant), Jean Poiret et Michel Serrault, Jacques Brel, Cora Vaucaire. C'est un cabaret de style « rive-gauche » sur la rive droite.

### Gilles et Urfer
Gilles programme en fin de soirée son nouveau duo : durant deux ans d'abord avec Nadia Nova (qui fera ensuite une carrière pianistique sous le nom de Nadia Gedda), puis définitivement avec Albert Urfer, dès mars 1951. De nouvelles chansons témoignent du bonheur de retrouver Paris (comme Au boulevard Edgar-Quinet) et aussi de la permanence de son regard critique (Paris-Garage).
Mais comme il avait chanté la France aux Romands, Gilles réussit à toucher les Parisiens avec des textes liés à son terroir d’origine (comme le poème La Venoge, qui donnera à Brel — selon les dires de celui-ci — le courage de leur chanter ses propres racines, dans Le Plat Pays. Poursuivant son rôle de trait d’union entre les deux pays, il ouvre à Lausanne en 1954 un « Chez Gilles » parallèle à celui de Paris, ce qui lui permet de faire connaître en Suisse romande des artistes français tout en programmant à Paris de jeunes espoirs romands après les avoir engagés à Lausanne, comme Bernard Haller.
Outre cette carrière de chansonnier, Jean Villard-Gilles est engagé de temps en temps comme acteur, et il se fait aussi auteur dramatique. Le 17 avril 1952, pour une représentation de gala à Genève de L'histoire du Soldat de Stravinsky sur le texte de Ramuz, il interprète cette fois le Lecteur sous la direction d'Ernest Ansermet (enregistrement sur le vif par la Radio Suisse Romande publié par Claves en 1990).
Constatant le reflux de la vogue des cabarets, supplantés par celle des écrans qui s’avèrent plus adaptés à la société des années 50 finissantes, Gilles met en vente son cabaret parisien en juillet 1958 et s’établit définitivement en Suisse, pour devenir une figure de référence de la chanson auprès des jeunes chanteurs romands. Ils lui feront encore fête en 1979 lors de sa dernière prestation publique, improvisée. Il a alors 84 ans. Jean Villard-Gilles disparaît trois ans après, ayant confié peu avant lors d’une dernière interview accordée au journaliste Arnaud Bédat chez lui à Saint-Saphorin : « J'ai essayé d'être poète ».
Il est inhumé au cimetière de Saint-Saphorin.

## Œuvre

### Théâtre

#### En tant qu'acteur
- 1918 : L'Histoire du soldat d'Igor Stravinsky et Charles Ferdinand Ramuz
- 1920-1930 : plusieurs rôles avec la Compagnie des Quinze/Copiaus dirigée par Jacques Copeau au théâtre du Vieux-Colombier
- 1920 : Cromedeyre-le-Vieil de Jules Romains, mise en scène Jacques Copeau, théâtre du Vieux-Colombier
- 1929 : Prise d'André Pascal et Albert-Jean, mise en scène Albert-Jean, théâtre de l'Avenue
- 1931 : La Mauvaise Conduite d'après Plaute, théâtre du Vieux-Colombier
- 1938 : La Cruche cassée d'Heinrich von Kleist, mise en scène Georges Douking, théâtre des Ambassadeurs

#### En tant qu'auteur
- 1950 : Passage de l'étoile, théâtre du Jorat
- 1960 : La Grange aux Roud, théâtre du Jorat

### Écrits
- Les Histoires de Gilles, 1943
- Mon demi-siècle, Payot (1954, réédition 1969)
- La Venoge et autres poèmes, éditions du Verseau et Librairie Payot, Lausanne, 1960
- Chansons que tout cela ! (Le Meilleur de Gilles, tome I), 1963
- Le Dernier Mot (Le Meilleur de Gilles, tome II), 1971
- Amicalement vôtre, éd. Pierre-Marcel Favre (Récits, chansons et souvenir), 1978

### Chansons
Un chansonnier (paroles et musiques) de 77 chansons est paru un an avant sa mort: Les chansons de Gilles (éd. Pierre-Marcel Favre, 1981).
Quelques-unes de ses chansons les plus populaires (sur un total d’environ 300).
- 1932 Dollar
- 1936 La Belle France – hymne du Front populaire
- 1940 Les Trois Cloches – chantée par Édith Piaf et Les Compagnons de la chanson
- 1940 14 juillet
- 1948 Le Bonheur
- 1951 À l'enseigne de la fille sans cœur – chantée par Édith Piaf, Les Quatre Barbus
- 1954 La Venoge
- 1958 Nos colonels

## Citations
« C'est formidable le public, cette masse anonyme qui ne forme qu'une âme. Il n'y a rien de plus extraordinaire qu'une salle qui rit. On voit alors l'humanité sous son plus beau visage. »

— Jean Villard[réf. nécessaire]

« On peut dire que Gilles est un des ancêtres des auteurs-compositeurs d’aujourd’hui parce que c’est lui qui le premier, et surtout à une époque où cela ne se faisait pas du tout, a délibérément écrit de bonnes chansons. Il a fait confiance au public. »

— Georges Brassens[réf. nécessaire]

« À Gilles, mon maître depuis toujours. Humblement. Sincèrement. »

— Jacques Brel

## Hommages
Un parc de Lausanne, près de l'avenue du Théâtre, porte aujourd'hui son nom.